# Austrolebias nigripinnis
Austrolebias nigripinnis är en fiskart som först beskrevs av Regan 1912.  Austrolebias nigripinnis ingår i släktet Austrolebias och familjen Rivulidae. Inga underarter finns listade.

## Bildgalleri

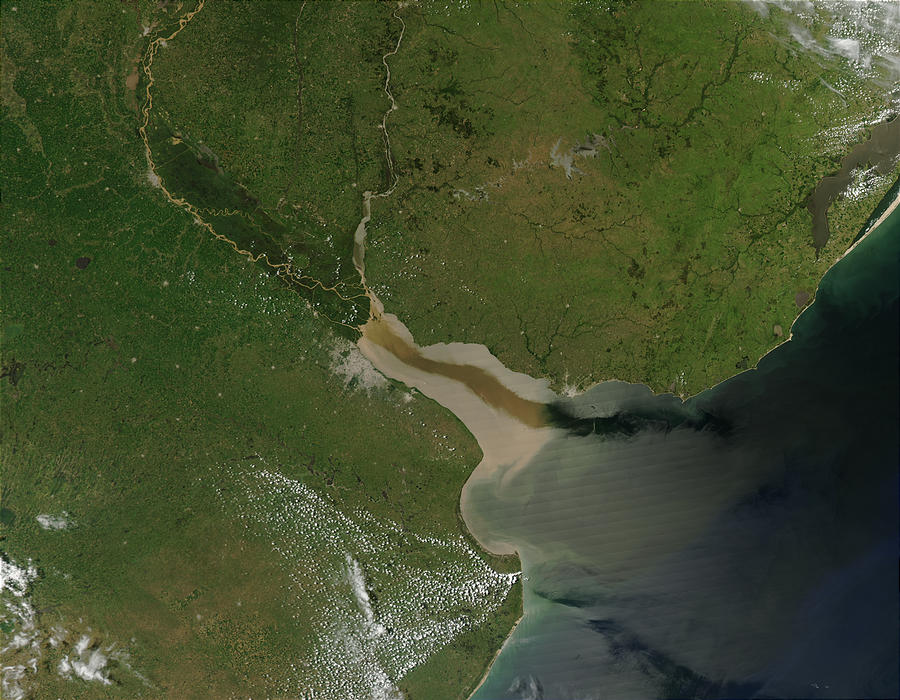